# Doença de Alexander

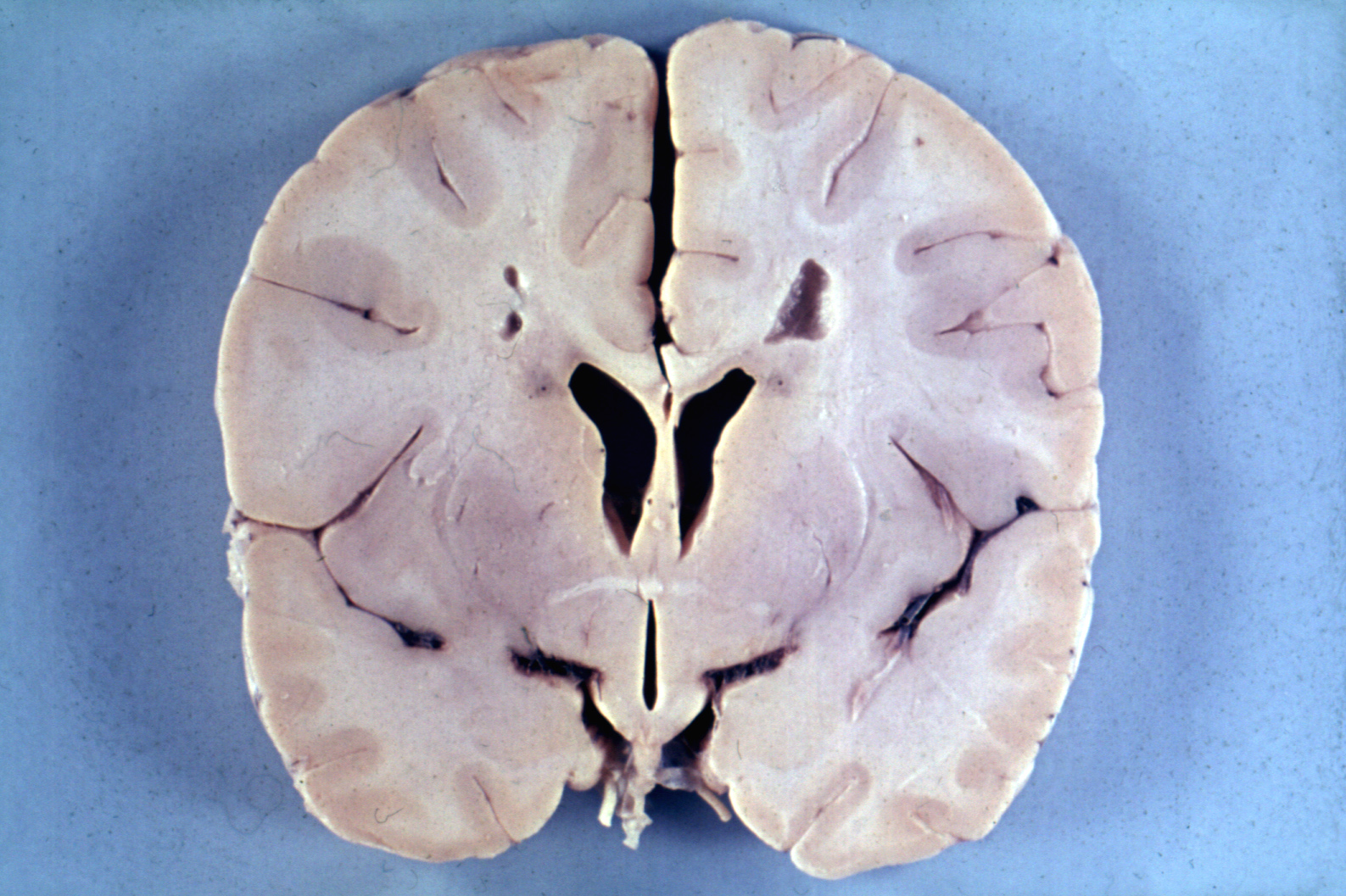
Neuropatologia da doença de Alexander. Na imagem, podemos observar um cérebro de um rapaz de 4 anos que possui macrocefalia e desmielinização periventricular (a descoloração acastanhada à volta dos ventrículos cerebrais).

A doença de Alexander é uma doença genética extremamente rara, normalmente de aparecimento na infância e pertencente ao grupo das leucodistrofias. Este grupo de doenças neurológicas caracteriza-se pela destruição progressiva da substância branca do cérebro. A doença de Alexander manifesta-se pelo aparecimento de atraso mental e anormalidades físicas, em especial macrocefalia, pela presença de fibras de Rosenthal e padrões de neuroimagem característicos. A doença progride até um desvincule mortal na maior parte dos casos. Ela recebeu seu nome do patólogo neozelandés William Stuart Alexander, que descreveu a síndrome em 1949, junto com a professora Dorothy Rusell no London Hospital. A Doença de Alexander foi descrita em 1949 e até 2005 foram registrados apenas 55 casos.